# Lakeville (Minnesota)
Lakeville es una ciudad ubicada en el condado de Dakota en el estado estadounidense de Minnesota. En el Censo de 2010 tenía una población de 55954 habitantes y una densidad poblacional de 571,19 personas por km².

## Geografía
Lakeville se encuentra ubicada en las coordenadas 44°40′49″N 93°14′38″O / 44.68028, -93.24389. Según la Oficina del Censo de los Estados Unidos, Lakeville tiene una superficie total de 97.96 km², de la cual 93.38 km² corresponden a tierra firme y (4.67%) 4.58 km² es agua.

## Demografía
Según el censo de 2010, había 55954 personas residiendo en Lakeville. La densidad de población era de 571,19 hab./km². De los 55954 habitantes, Lakeville estaba compuesto por el 89.31% blancos, el 2.51% eran afroamericanos, el 0.36% eran amerindios, el 4.07% eran asiáticos, el 0.04% eran isleños del Pacífico, el 1.18% eran de otras razas y el 2.54% pertenecían a dos o más razas. Del total de la población el 3.49% eran hispanos o latinos de cualquier raza.